# 2-二苯基膦基苯甲醛
2-二苯基膦基苯甲醛是一种有机磷化合物，化学式为(C6H5)2PC6H4CHO。它是黄色固体，可溶于常见的有机溶剂中。它和胺可以发生缩合反应，得到一系列膦-亚胺或膦-胺类配体。它最初由二苯基氯化膦和含保护基的溴苯甲醛的格氏试剂反应，脱保护后得到。(2-锂基苯基)二苯基膦也能转化至该化合物。
它和金属形成的配合物是已知的。